# フランチェスコ・ルナルディーニ
フランチェスコ・ルナルディーニ（Francesco Lunardini, 1984年11月3日 - ）は、イタリア・チェゼーナ出身のサッカー選手。ポジションはミッドフィルダー。

## 経歴
リミニ・カルチョにてキャリアをスタート。2009年1月、ダニエレ・ヴァンタッジャートと共にパルマFCへ移籍し、セリエA昇格に貢献した。

## 所属クラブ
- リミニ・カルチョFC 2001-2009
  - → Val di Sangro (loan) 2003-2004
  - → ACパヴィーア (loan) 2004-2007
- パルマFC 2009.1-2013
  - → USトリエスティーナ (loan) 2010.8-2011
  - → ASグッビオ1910 (loan) 2011-2012
  - → サンマリノ・カルチョ (loan) 2012-2013
- アルマ・ユヴェントス・ファーノ1906 2013-2016
- SSマテリカ・カルチョ 2016-2017
- USDレカナテーゼ1923 2017-2019
- SPトレ・フィオリ 2019-